# Kszenyija Szemjonovna Petrova
Kszenyija Szemjonovna Petrova (oroszul: Ксения Семёновна Петрова, 1892 – 1942) erza nemzetiségű költőnő, írónő, drámaírónő. 1938-tól a Szovjet Írószövetség tagja.

## Élete és pályafutása
Buguruszlanban született a Szamarai kormányzóságban, földnélküli bérescsaládban. Mindössze három hónapig járt elemibe, önállóan sajátította el az írást és olvasást. Magántanulóként végezte el a tanítóképzőt, sokat tett az írástudatlanság felszámolásáért a felnőttek körében. Az oroszországi polgárháború alatt harcolt a fehérgárdisták ellen, súlyosan megsérült. 
1920-ban a Buguruszlani ujezd oktatásügyi osztályának élére került. 1921-ben a Művelődési Népbiztosság Művelődéspolitikai Főosztályán (Glavpolitproszvet) dolgozott a mordvin alosztályon kulturális-pedagógiai munkakörben, egyúttal a nemzetiségi népbiztosságban (narkomat) oktatóként is tevékenykedett. 1923-ban visszatért szülőföldjére, Binarodka falu hétosztályos iskoláját igazgatta. 1926 és 1932 között a Malij Tolkaj-i tanítóképzőben oktatott erza nyelvet, valamint színjátszókört is vezetett. 
1932-ben Szaranszkba költözött, a pártfőiskolán (Комвуз, Komvuz) és a pártiskolában (совпартшкола, szovpartskola) erza nyelvet és irodalmat oktatott, tudományos kutatómunkát is végzett. 1936 és 1942 között a Kljavlinói járásban található Szatrije Szoszni (Старые Сосны) községben volt tanítónő. Erza nyelvtankönyveit számos iskolában használták. 
1926-ban jelent meg műve először; a Jaksztyere Tyestye (Якстере теште, Vörös Csillag) című újság leközölte Olja (Оля, Akarat) című versét, majd a Szjatko (Сятко, Szikra) című folyóirat jelentette meg költeményeit. Igazán jelentőset azonban drámaíróként alkotott, fontos színdarabként tartják számon 1921-j god (1921-й год, „1921.”) című művét, mely a Volga-menti újrakezdés nehézségeiről, a pusztulásról és az éhínségről szól. 1933-ban írt Kizeny ve (Кизэнь ве, Nyári éjszaka) című drámája a polgárháború Szamarai kormányzóságban zajló eseményeit eleveníti meg. Drámai tehetsége leginkább Tasto kojsze (Ташто койсэ, Régimódiasan, 1932) című színdarabjában mutatkozik meg, mely a forradalom előtti Oroszország társadalmi konfliktusait helyezi előtérbe.
Petrova 1942-ben hunyt el, Szatrije Szoszniban temették el.